# Raión de Rakítnoye
El raión de Rakítnoye (ruso: Ракитя́нский райо́н) es un distrito administrativo y municipal (raión) ruso perteneciente a la óblast de Bélgorod. Se ubica en el oeste de la óblast. Su capital es Rakítnoye.
En 2021, el raión tenía una población de 33 284 habitantes.
El raión es limítrofe al norte con la óblast de Kursk.

## Subdivisiones
Comprende 62 localidades, agrupadas en trece ayuntamientos, que son los asentamientos de tipo urbano de Rakítnoye (la capital) y Proletarski y los siguientes once asentamientos rurales:
- Bobrava
- Vedénskaya Gotnia
- Venguerovka
- Výshniye Peny
- Dmítriyevka
- Zinaídino
- Iliok-Koshari
- Nízhniye Peny
- Soldátskoye
- Trefilovka
- Tsentrálnoye